# Princípios Gerais de Direito Civil da República Popular da China
Os Princípios Gerais de Direito Civil da República Popular da China (Chinês: 中华人民共和国民法通则) é uma lei da China promulgada em 1986 e que entrou em vigor em 1 de Janeiro de 1987. Esta, pretendida à criar uma estrutura consistente para a interpretação da lei civil da República Popular da China, e é fortemente influenciada no Código Civil Alemão. Ao contrário da maioria das jurisdições de lei civil, a China não tem um código civil compreensível, e as tentativas de criar um provaram serem difíceis e controversas. É a mais importante codificação após a Revolução Cultural da China.
É significantemente diferente dos códigos civis franceses e alemães, consistindo ao todo de 156 artigos e 9 capítulos. Cada capítulo consiste nas seguintes provisões:
- Capítulo 1:Consiste nos princípios básicos das atividades civis como igualdade das partes nos procedimentos civis, voluntariedade e honestidade, proteção dos direitos civis e interesses legais de pessoas legais, respeito à justiça social, interesse público, estado econômico, policias, etc..

(As regras gerais do primeiro capítulo especificam que a lei civil da china regula a propriedade e a relação pessoal entre os cidadãos e as pessoas legais);
- Capítulo 2:Trata da capacidade jurídica da pessoa natural;

- Capítulo 3:Trata das pessoas legais;

- Capítulo 4:Trata das pessoas legais, atos jurídicos e o poder dos advogados;

- Capítulo 5:Trata dos estado das pessoas legais, propriedade coletiva e individual;

- Capítulo 6:Trata de remédios de pessoas legais, violações de contratos e delitos;

- Capítulo 7:Trata das provisões gerais das pessoas legais, exemplo: limitações;

- Capítulo 8:Trata das provisões gerais das pessoas legais para lei internacional privada;

- Capítulo 9:Trata das disposições complementares e de encerramentos das pessoas legais;